# Патоллі

Патоллі

Патоллі (Patolli) — стародавня гра народів Месоамерики. Відома з часів цивілізації Теотіуакана, також була широка поширена у державах тольтеків, ацтеків і мая. Слово патоллі з науатль перекладається як «боб».

## Історія
За віруваннями ацтеків та мая цю гру вигадали боги. У Флорентійському кодексі присутня сцена, де Сіпактональ і Ошомоко, ацтекські світові прабатьки, які ототожнюються з Ішмукане і Ішпійакок народу мая, винаходять календар. На малюнку Ошомоко трясе в руках кілька бобів. Вона асоціюється з визначенням долі світу та окремих місць через гру. Покровителем гри був бог Макуільшочітль (П'ята квітка).
Гра патоллі має давні корені, що йдуть до класичного періоду месоамериканської історії та цивілізації (250–900 рр. Н.е.). У неї грали по всій Месоамериці: теотіуаканці, тольтеки, мешканці Чичен-Іци, мая-кіче і ацтеки, а також народи, ними згодом підкорені — сапотеки і міштеки. Стародавні мая також грали в якийсь різновид патоллі, вважається навіть, що саме мая винайшли цю гру.
Патоллі була азартною грою, і багато гравців часто позбулися всього статку, роблячи ставки. Грою захоплювалися як прості люди, так і знати — конкістадори повідомляли, що великий тлатоані Монтесума II часто отримував задоволення, побачивши гру своїх підданих у себе у дворі.
Патоллі також використовувалася в релігійних цілях і для ритуального ворожіння — вважалося, що, кидаючи боби, передбачають майбутнє. Вона була також пов'язана з календарем ацтеків. Гра трактувалася як магічна дія, в якому імітувалися періоди і пересування небесних тіл.
Патоллі символізувала 4 сторони світу і 4 пори року, оскільки на циновці часто фігурує число 4. На ній є 4 «рукава», 4 центральних квадрати, що є стартом і фінішем для фішок. Також в грі використовуються 4 або 5 «кубиків» (тобто бобів). Число 5 також мало надприродне тлумачення. У горизонтальному напрямку в ацтеків світ ділився на 5 складових: 4 сторони світу і центр. 52 — число квадратів, за якими гравець повинен пересунути фішку до пункту призначення — кількість років, які повинні бути пройдені, щоб будь-яка дата (260-ти денного року і 365-ти денного року) повторювалася.
Вперше про гру європейці згадали в XVI ст. В 1521 результатом зусиль дкатолицького духівництва стала поява закону, що забороняє гру в патоллі. Всі знайдені циновки та аксесуари разом з піктограмами ацтеків і мая були спалені. Але вони збереглися в місцях віддалених від поселень іспанців. Лише у 1829 році заборону на патоллів було знято. Сьогодні існують комп'ютерні варіанти патоллі.

## Правила
Привертає увагу точний збіг патоллі з маянською технікою лічби. В неї грає від 2 до 4 осіб одночасно. Гра проводиться на діагонально розташованих лініях, розкреслених в квадрати, з використанням червоних і синіх фішок (розфарбовані камінчики або боби) і 5 бобів з поглибленнями з одного боку, (іноді використовуються 4) як кубиків.
Гравці розташовувалися на невисоких маленьких сидіннях, по одному між «рукавами». Фішки вступають в гру в результаті кидання на рогожу 5 помічених бобів. Для входження в гру, учасники повинні викинути «одиницю» — тобто щоб тільки один з п'яти бобів лежав відміткою догори. Вводячи в гру фішку, її пересувають по напрямку годинникової стрілки навколо поля з точки введення, яка лежить в одному з 4 квадратів, розташованих у місці перетину діагоналей. Далі гравець трясе «кубики», тобто боби, і викидає то число, на яке зможе пересунути фішку.
Якщо викидається «одиниця», то гравцеві дозволяється або ввести в гру нову фішку, або пересунути на один квадрат вперед вже наявну на полі. Викидаючи боби, гравці набирають 1, 2, 3 або 4 ходи по квадратах поля, а якщо у гравця випадають всі 5 бобів мітками вгору, то фішка пересувається на 10 квадратів вперед.
На полі є 8 квадратів, попадання в які забирає у гравця «очки» на користь суперника; вони відзначені кольоровими трикутниками і розташовані в середині кожного з 4 «рукавів» ігрового майданчика. Коли фішка потрапляє на одне з цих полів, у гравця віднімаються 2 ігрові очки з 6, даних спочатку гри кожному з гравців. Попадання фішок на будь-яке з напівкруглих полів на кінцях «рукавів» змушує суперника програти як мінімум одне «очко» на користь гравця, що зайняв дані поля. Даний гравець, додатково, отримує додатковий хід. Попадання фішок на будь-які з 4 полів, що знаходяться на перетин «рукавів», загрожує неприємностями — якщо опонентові (гравець 2) випаде така кількість ходів, при якому його фішка ляже якраз на те поле, де розташувалася фішка суперника (гравець 1), то фішці гравця 1 доведеться поступитися цим полем фішці опонента.
Метою гри є потрапляння фішки в останній квадрат поля, тобто у квадрат, розташований безпосередньо перед квадратом введення фішки в гру. При цьому слід провести всі фішки навколо поля назад в «кошик» до того, як це зробить опонент, і зробити це так, щоб у гравця залишилося більша кількість «очок».